# Roberto Boninsegna
Roberto Boninsegna, född 13 november 1943, är en italiensk före detta professionell fotbollsspelare (anfallare).
Boninsegna spelade i bland annat i Varese, Cagliari, Inter och Juventus. Han slog igenom i Cagliari där han spelade i anfallet tillsammans med Luigi Riva. 1969 gick han till Inter. Boninsegna gjorde 22 A-landskamper (9 mål) för Italien och deltog i VM 1970 och VM 1974. VM-silver 1970. Boninsegna avslutade spelarkarriären 1980.